# مبنى بنك فولغا-كاما
يقع مبنى بنك فولغا-كاما (بالروسية:  Здание Волжско-Камского банка) في مدينة روستوف على الدون، تم بناؤه على الطراز الحديث في بداية القرن العشرين على مشروع المهندس المعماري ألكساندر بيكيتوف. يدخل المينى ضمن سجل التراث الثقافي الروسي.

## عمارة

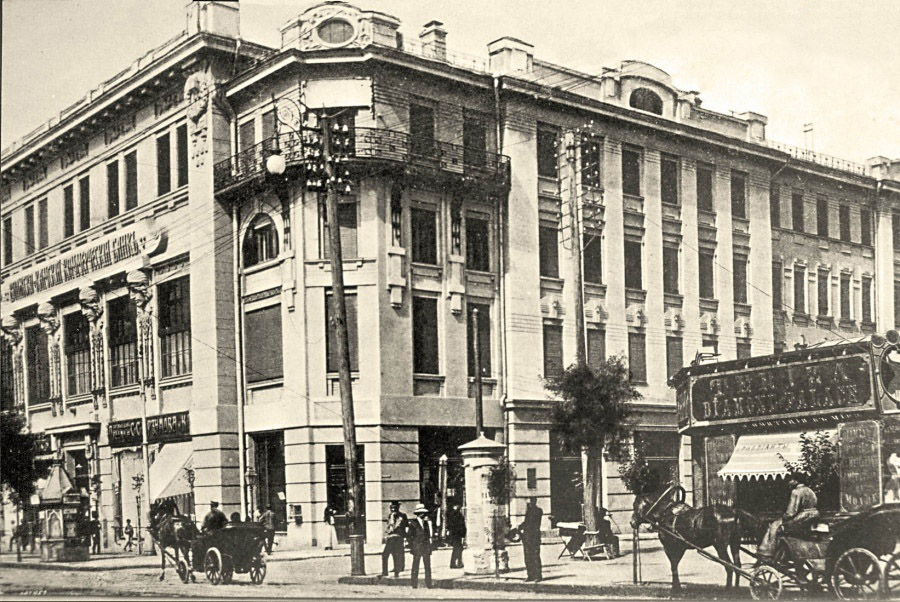
حديقة بنك Volzhsko-Kama في روستوف على نهر الدون على بطاقة بريدية ما قبل الثورة

يحتوي المبنى المكون من أربعة طوابق على شكل غير متماثل. الواجهة الرئيسية تقع أمام شارع بولشايا سادوفايا.

## معرض الصور

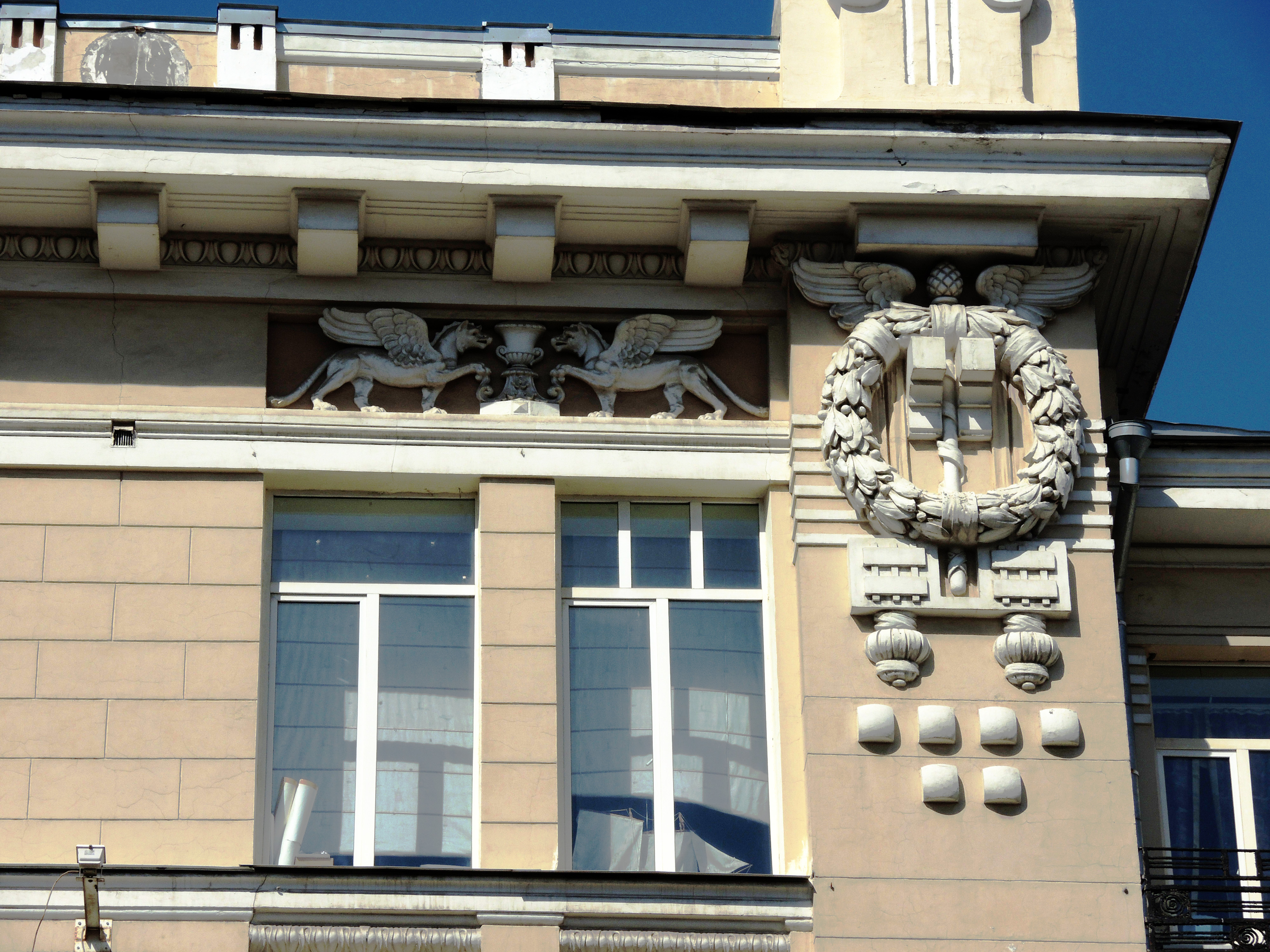
واجهة المبنى
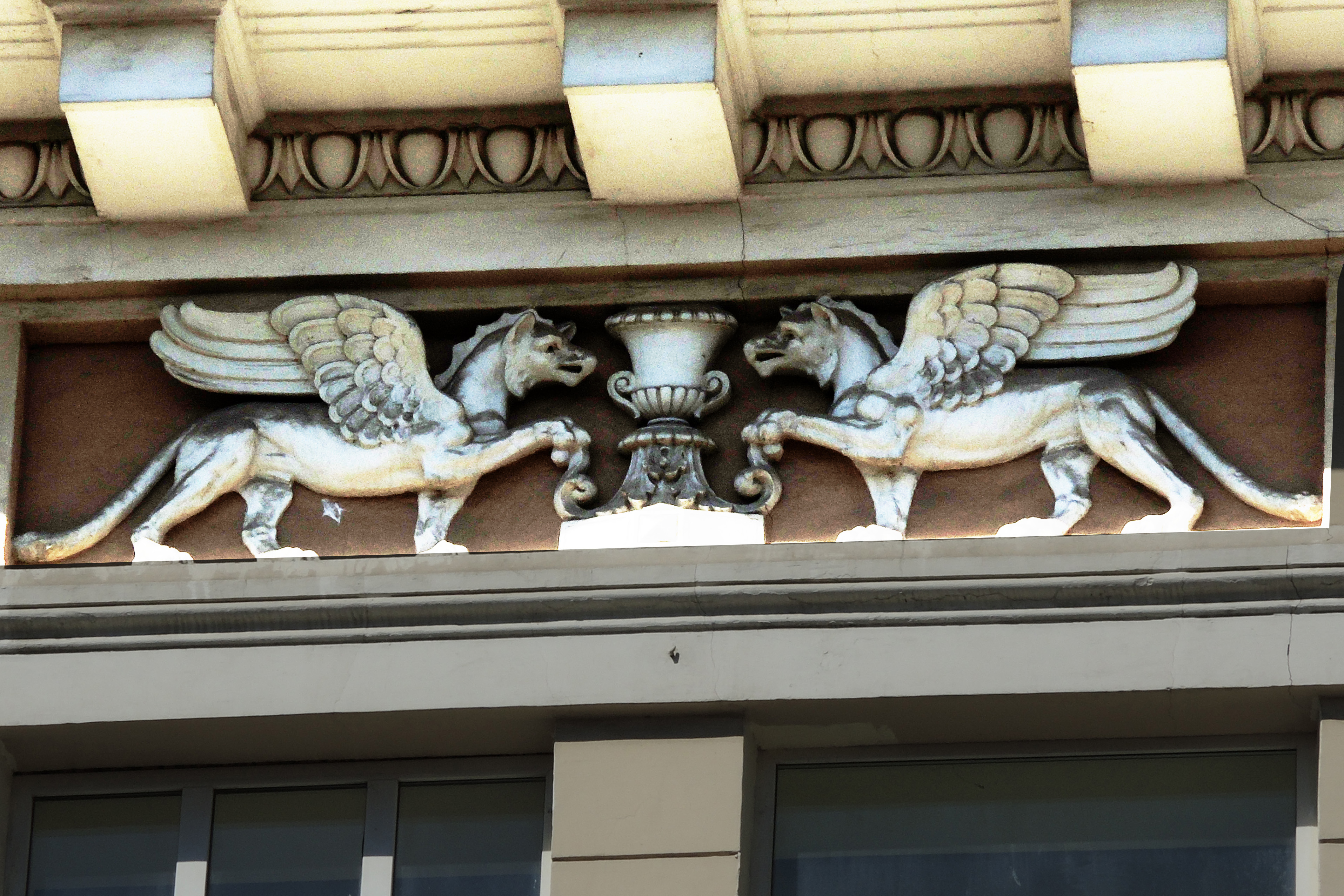
واجهة المبنى
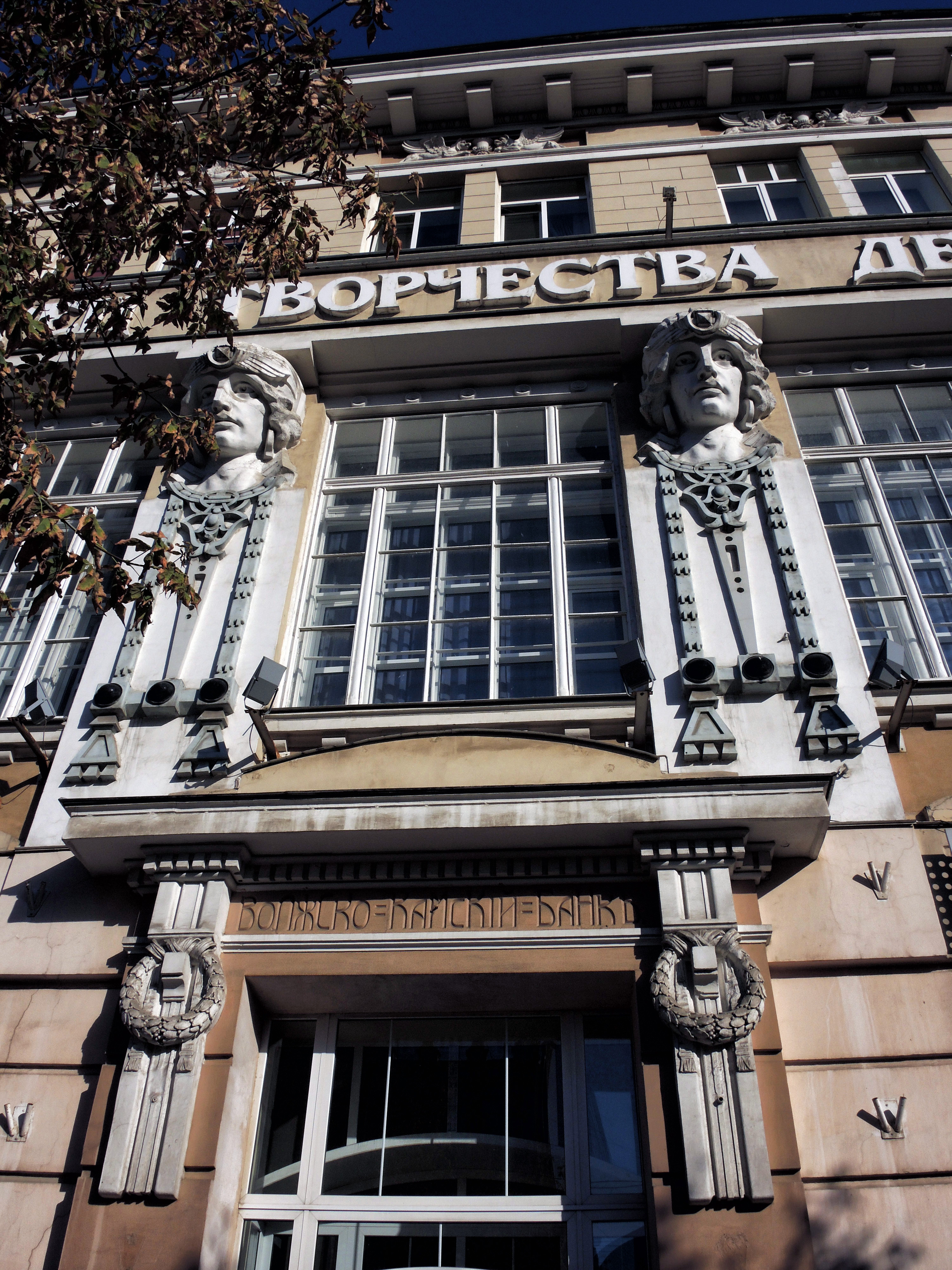
مدخل المبنى
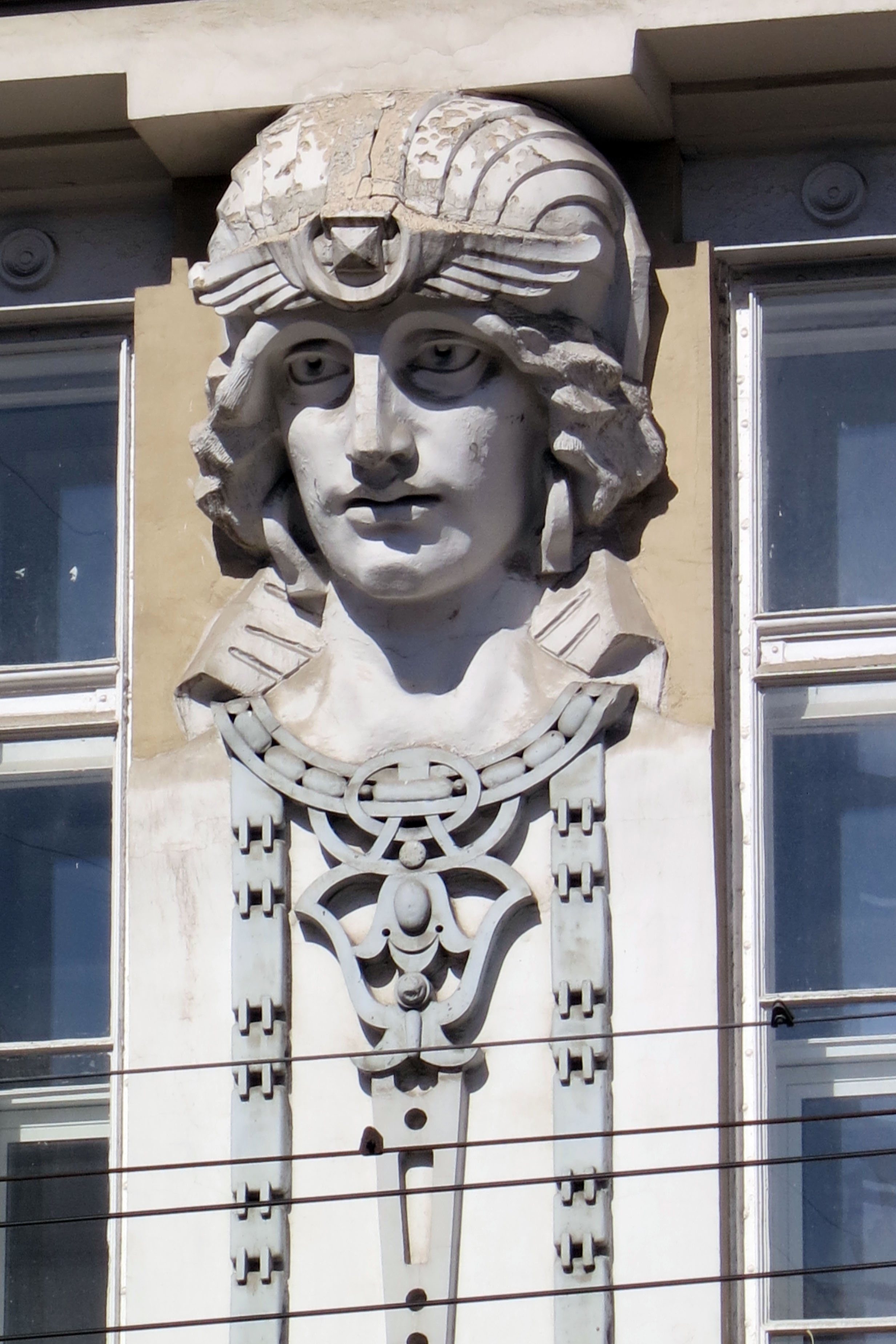
تجسيد لهيرميز
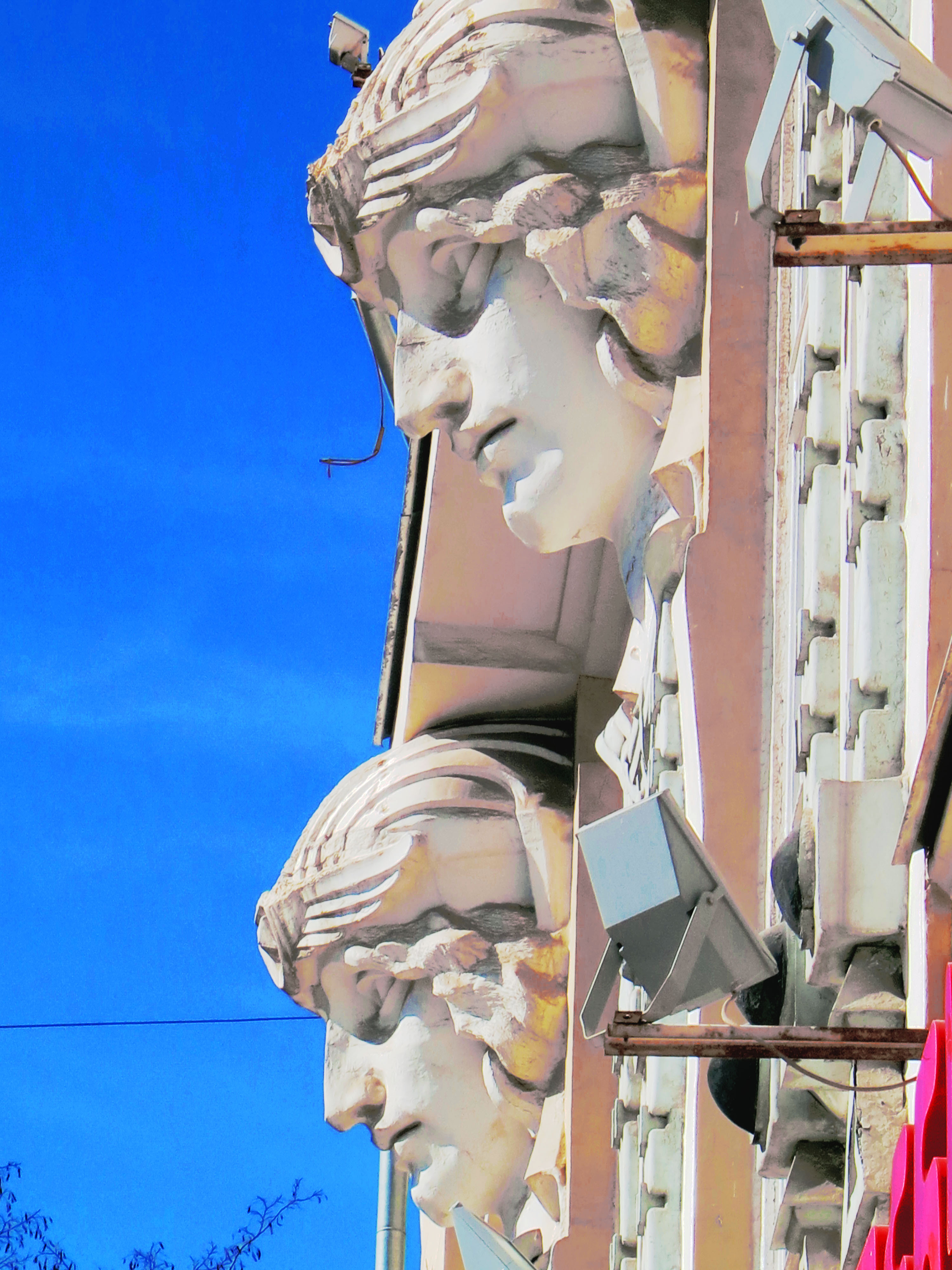
هيرميز وعلى رأسه خوذة الطائرة